# Свєнчиц
Свєнчиць або Свянчиц (пол. Świeńczyc) — шляхетський герб часів Великого князівства Литовського і Руського та Речі Посполитої. 
Використовуюся близько 40 польськими, українськими, білоруськими литовськими шляхетськими родинами. 

## Опис
У золотому (або блакитному) полі подвійний восьмираменний (патріарший) срібний хрест. Над щитом - намет з шоломом. Три страусові пір'їни знаходяться на коронованому шоломі. Золотий намет обшитий сріблом. Зустрічається зображення хреста з рівними та нерівними раменами.

## Історія
Назву герба виводять від "святий хрест", "святиня".
Історія герба пов’язана з ранньосередньовічним культом реліквій Чесного Хреста – ставротеків, що бере свій початок у IV ст., коли св. Олена, мати імператора Костянтина, доручила зробити розкопки на Голгофі, в результаті яких були виявлені елементи Дерева Страстей Христових. 
Цей хрест потрапив до Центральної Європи з Візантії у вигляді реліквій - копій животворчого хреста, більшість яких була створена в Константинополі за правління імператора Мануїла І Комніна (1143–1180). Широко відомий цей культ був і за часів Великого князівства Київського (Київської Русі). 
Король Владислав ІІ Ягайло був великим шанувальником цих мощей, а після хрещення подвійний патріарший хрест став гербом династії Ягеллонів. Цей герб король Ягайло надавав також особливо заслуженим лицарям у королівстві Польщі та Великому князівстві Литовському і Руському.

## Роди
Згідно досліджень Т. Гайля герб Свянчиць використовували близько 40 польських, українських, литовських родів часів Великого князівства Литовського і Руського та Речі Посполитої:
- Хмара
- Черновський
- Гадомський, Голкон, Грабанський, Грабянський, Грабінський, Грабинський, Губінський, Губинський
- Ганісовський, Ганисьвський, Ганусовський
- Янцевич, Єнцевич, Язерницький, Єзерницький
- Корчевський, Корчовський, Кразовський, Кражовський, Крижевич, Кшижевич, Кутиловський
- Маєвський
- Новогродзький, Новогродський
- Пласевич, Плацевич, Плячевич, Плассевич, Пляссевич, Прусський, Пухальський
- Радзейовський, Радзієвський, Радзішевський, Розанський, Рожанський, Ружанський
- Сєскевич, Сіскевич, Сталевський, Шостаковський
- Свєнчиць, Свєнцик, Свянцик, Свянчиць, Свенчиц
- Урзендовський, Урзандовський, Уржендовський
- Вілланд
- Зампсик, Зампсиц (Zampszyc).